# Carles (Name)
Carles ist ein katalanischer männlicher Vorname, der vereinzelt auch als Familienname vorkommt. Die deutschsprachige Form des Namens ist Karl. Weiteres zu Herkunft und Bedeutung des Namens siehe hier. Die spanische Form des Namens ist Carlos.

## Namensträger

### Vorname
- Carles Batlle (* 1963), katalanischer Schriftsteller und Dramaturg
- Carles Benavent (* 1954), spanischer Jazz- und Flamencobassist
- Carles Bosch de la Trinxeria (1831–1897), katalanischer Schriftsteller
- Carles Busquets (* 1967), spanischer Fußballtorwart
- Carles Gil (* 1992), spanischer Fußballspieler
- Carles Planas (* 1991), spanischer Fußballspieler
- Carles Puigdemont (* 1962), spanischer Politiker
- Carles Puyol (* 1978), spanischer Fußballspieler
- Carles Rexach (* 1947), spanischer Fußballspieler und -trainer
- Carles Santos Ventura (1940–2017), katalanischer Komponist und Künstler

### Familienname
- Carole Montillet-Carles (* 1973), französische Skirennläuferin
- Johanna Geyer-Carles (* 1995), französische Mittelstreckenläuferin
- Joan Carles y Amat (1572–1642), katalanischer Arzt und Gitarrist
- Philippe Carles (1941–2023), französischer Jazzjournalist und -autor
- Ricardo María Carles Gordó (1926–2013), spanischer Geistlicher, Erzbischof von Barcelona und Kardinal